# Camille Looten
Camille Looten (Noordpeene, 16 d'octubre de 1855 - Lilla, 27 de novembre de 1941) fou un sacerdot i mestre flamenc de França. Va començar els seus estudis a Noordpeene, al Flandes francès, sota la direcció del seu pare i va continuar al petit seminari de Cambrai. Estudipa també a la Federació Universitària i Politècnica de Lille, que s'havia fundat després de l'aprovació de la llei de 1875 sobre l'educació superior privada. Es llicencià en lletres el 1877 i fou ordenat sacerdot el 1880 a Cambrai.
El 1900 va succeir Alexandre Bonvarlet com a president del Comitè Flamenc de França i ocupà el càrrec fins a la seva mort. Va ocupar aquest càrrec durant 41 anys. Camille Looten era profundament compromès amb la llengua neerlandesa que sabia perfectament. Va patir el descrèdit del seu entorn amb massa freqüència i li fou prohibit l'ensenyament a les escoles, tot i que era més un estudiós moderat que no pas un radical militant. Defensa els drets del flamenc occidental, fomentant-ne l'estudi, i gràcies als seus esforços el 1907 es va crear la càtedra de llengua neerlandesa a Lille. Fou amic de Jules-Auguste Lemire i de Jean-Marie Gantois. El 1935 va rebutjar la Legió d'Honor.